# 伊去波夜和気命神社
伊去波夜和氣命神社（いこはやわけ（わき）のみことじんじゃ）は、宮城県石巻市にある神社である。
延喜式式内社のうちの一座である。石巻市内に論社とされる神社が二社鎮座している。

## 伊去波夜和氣命神社（渡波大宮）

### 祭神
- 猿田彦神、武甕槌神、経津主神、天照皇大神、倉稲魂命（豊受大神）の五柱を祀る。これらの神々の総称が『伊去波夜和氣命』だという。

### 由緒
創祀の年代は不明。当初は他の地に社殿があったが、寛政八年に現在の渡波大宮に遷座したという。延喜式神名帳に記載されている陸奥国内の式内社百座のうちの一座で、『浜大明神』や『鹽盛明神』と呼ばれる。現在は通称「明神社」と呼ばれ、豊漁・海上安全や製塩の神として信仰を集めている。
祭神のうちの猿田彦命（塩土老翁神と同神とされる）・武甕槌命・経津主命は、奥州一之宮の鹽竈神社の祭神であり、天照大御神と倉稲魂神（豊受大神）は伊勢神宮の内宮・外宮の祭神であるという。
2011年3月11日に起きた東北地方太平洋沖地震の津波により、伊去波夜和氣命神社の鎮座する渡波地区も津波により甚大な被害を被った。境内社や社務所・宮司宅にも被害が出たが、鎮守の森に囲まれ、地面より少し高い位置に鎮座する神社の拝殿に避難した人々は無事だった。
その後、ボランティアや崇敬者の尽力により、神社を中心として地域一丸となっての復興が進んでいる。

### 境内（震災後）
- 参道や境内には絵馬殿、奉納相撲の土俵、石祠などが境内に置かれている。

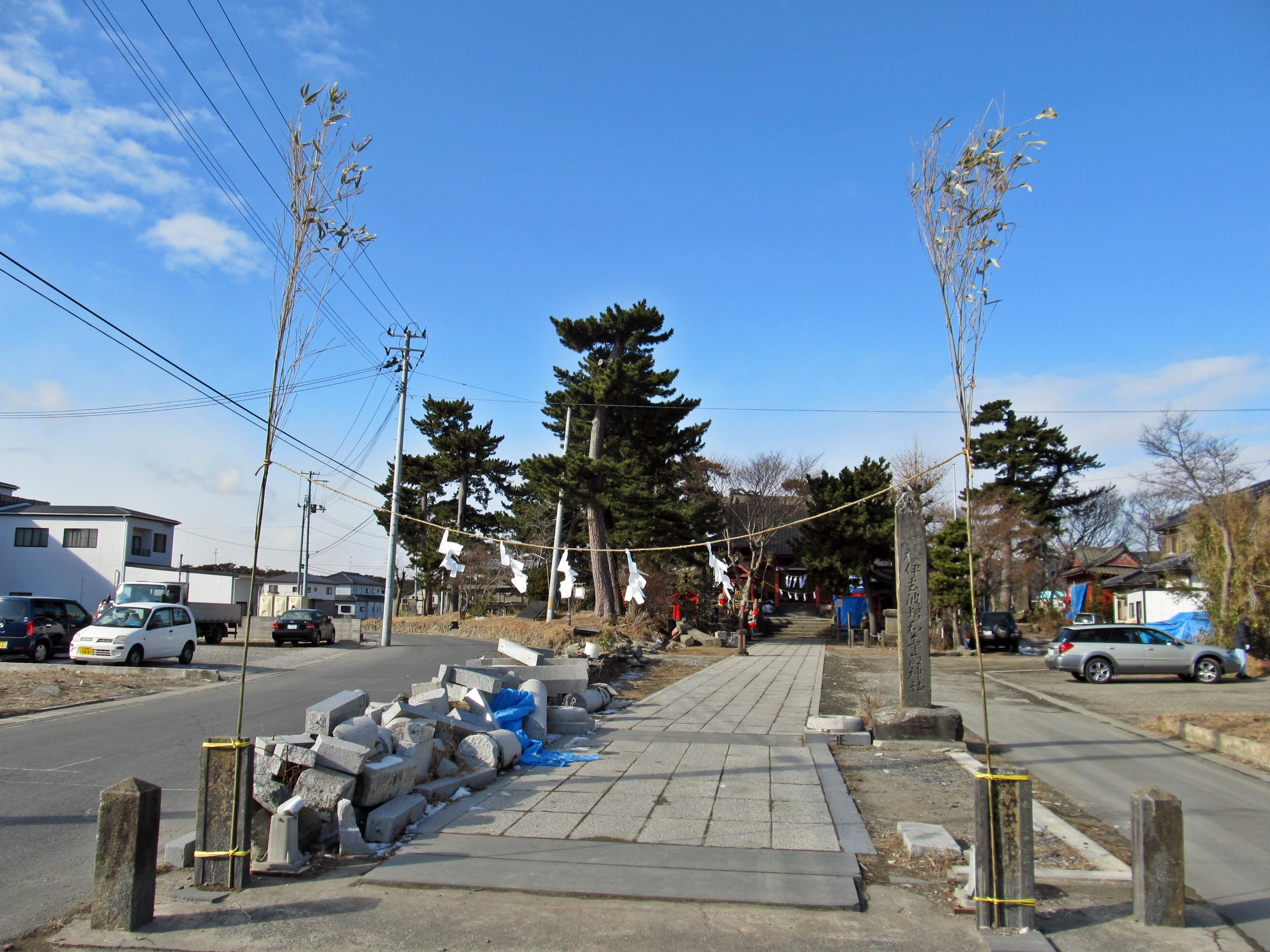
伊去波夜和氣命神社鳥居付近 津波の影響で鳥居などが流出している
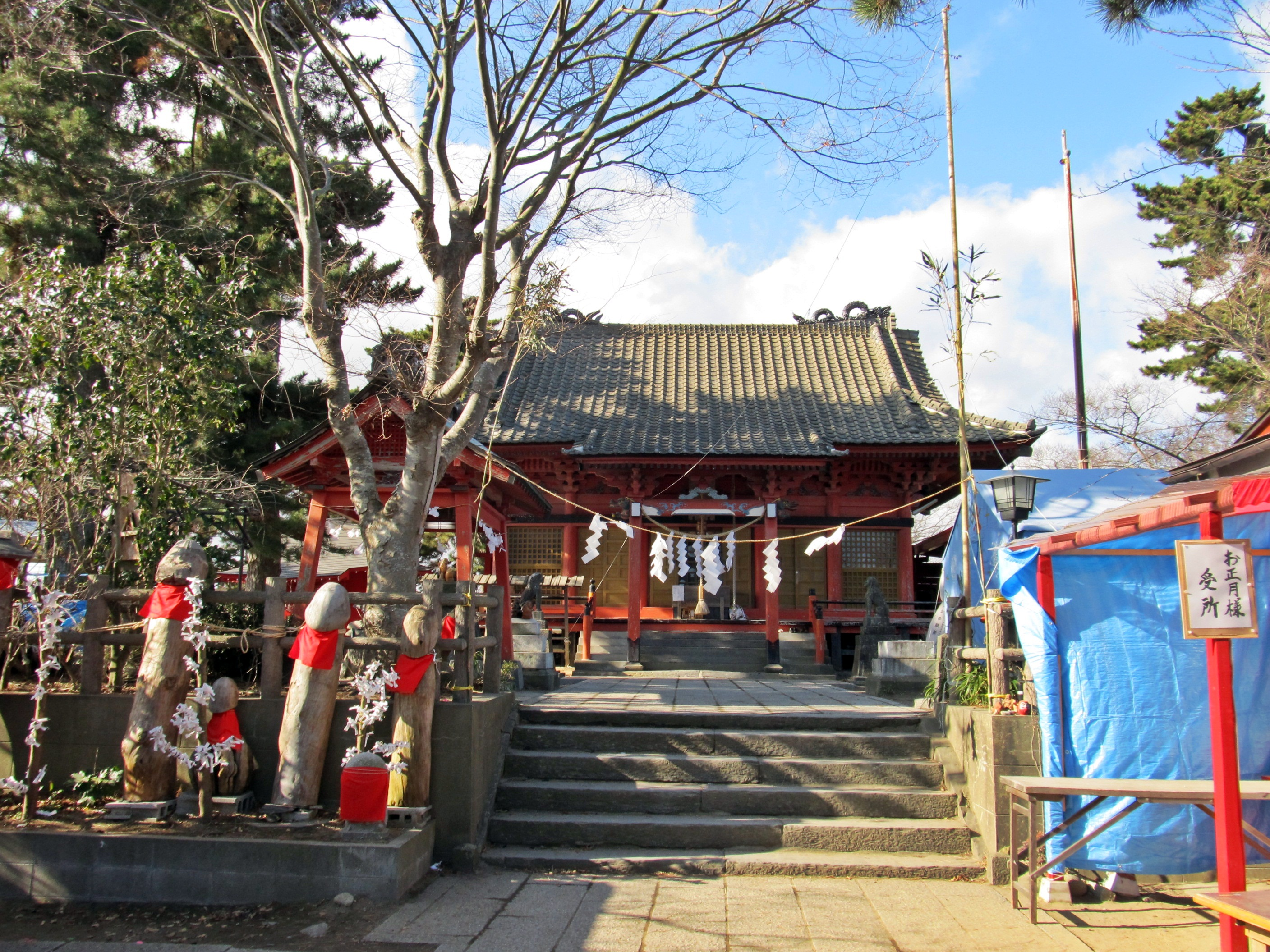
伊去波夜和氣命神社境内
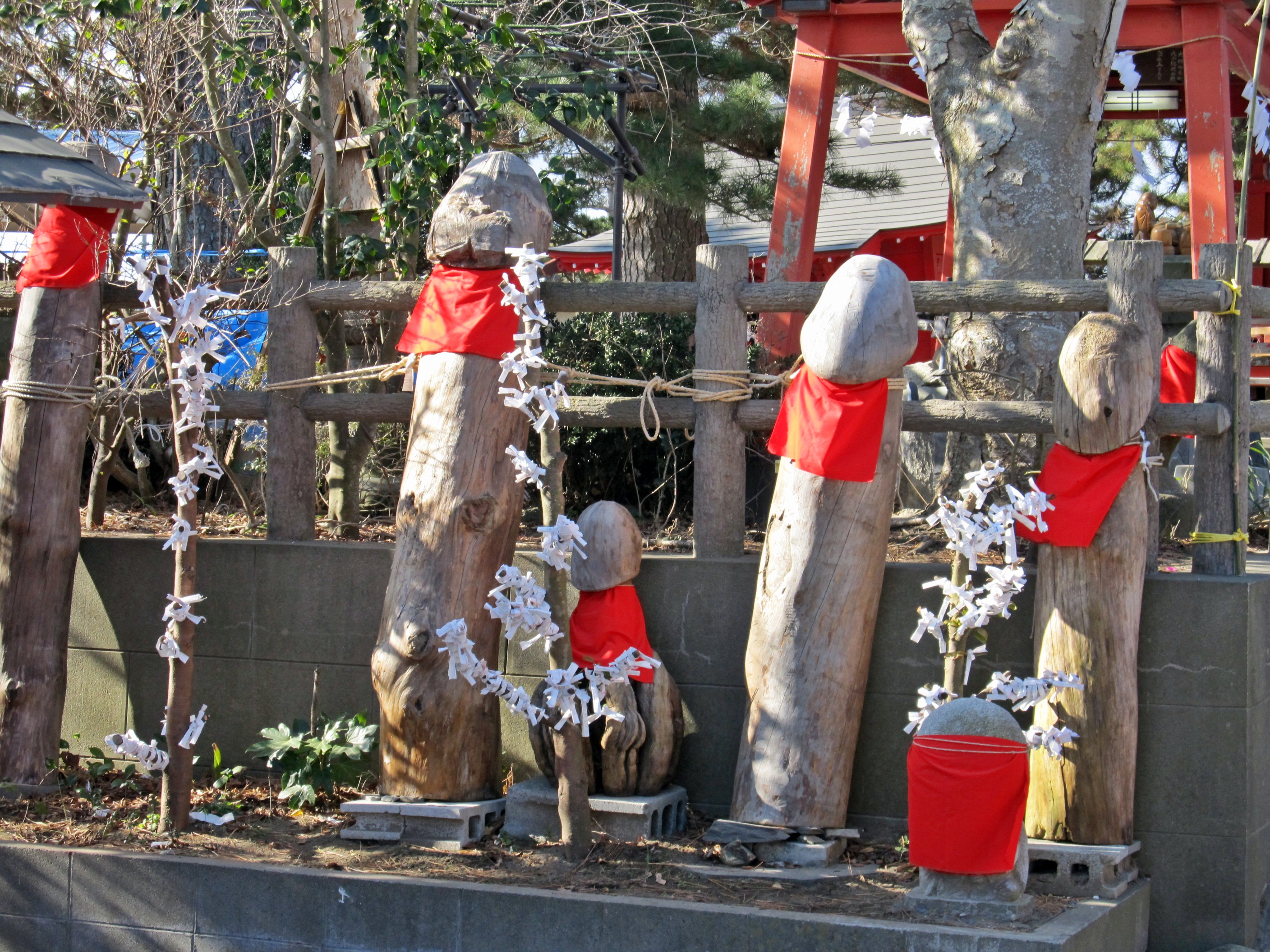
木彫りの道祖神

- 社殿（拝殿・幣殿・本殿）

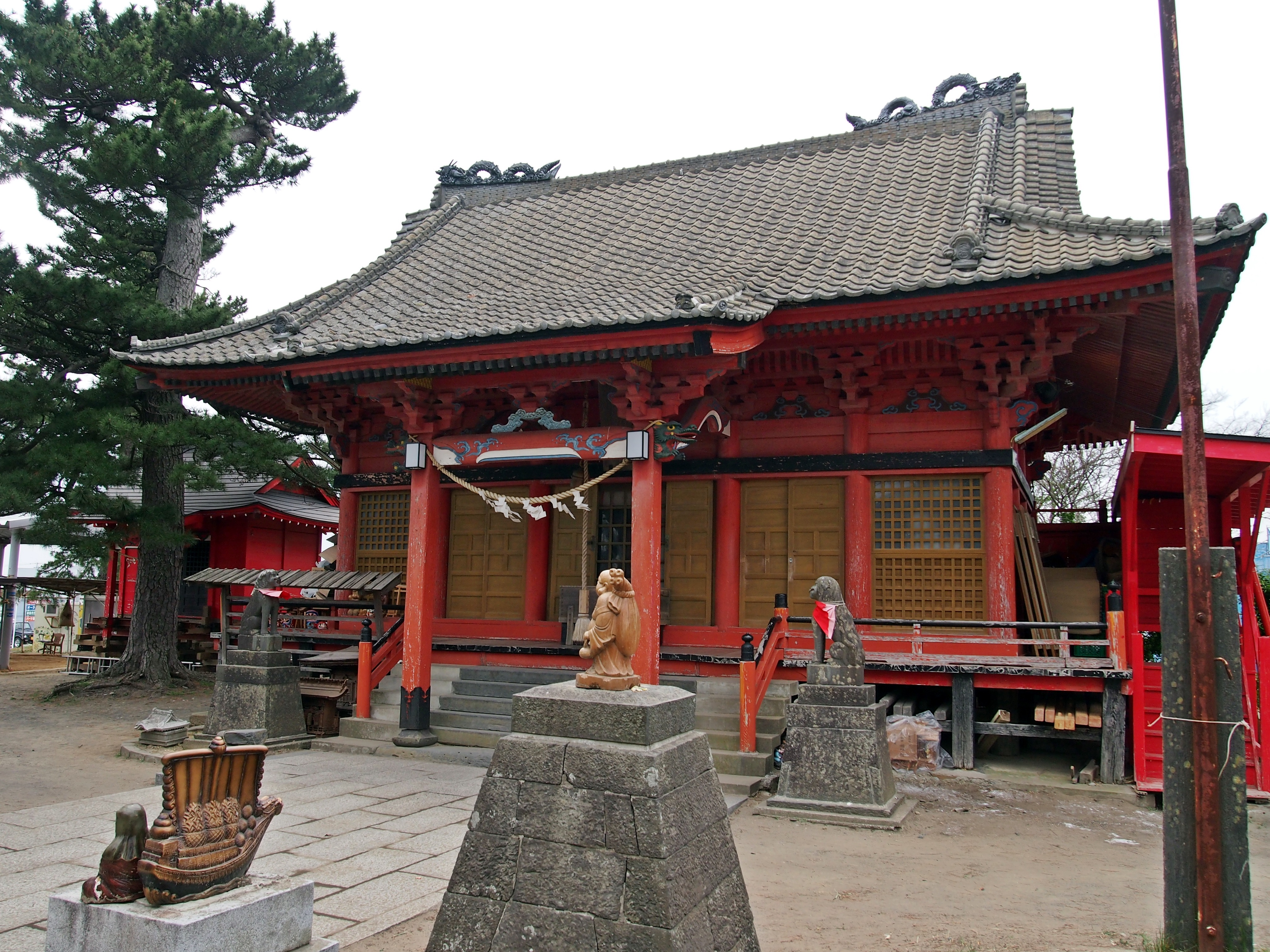
伊去波夜和氣命神社拝殿
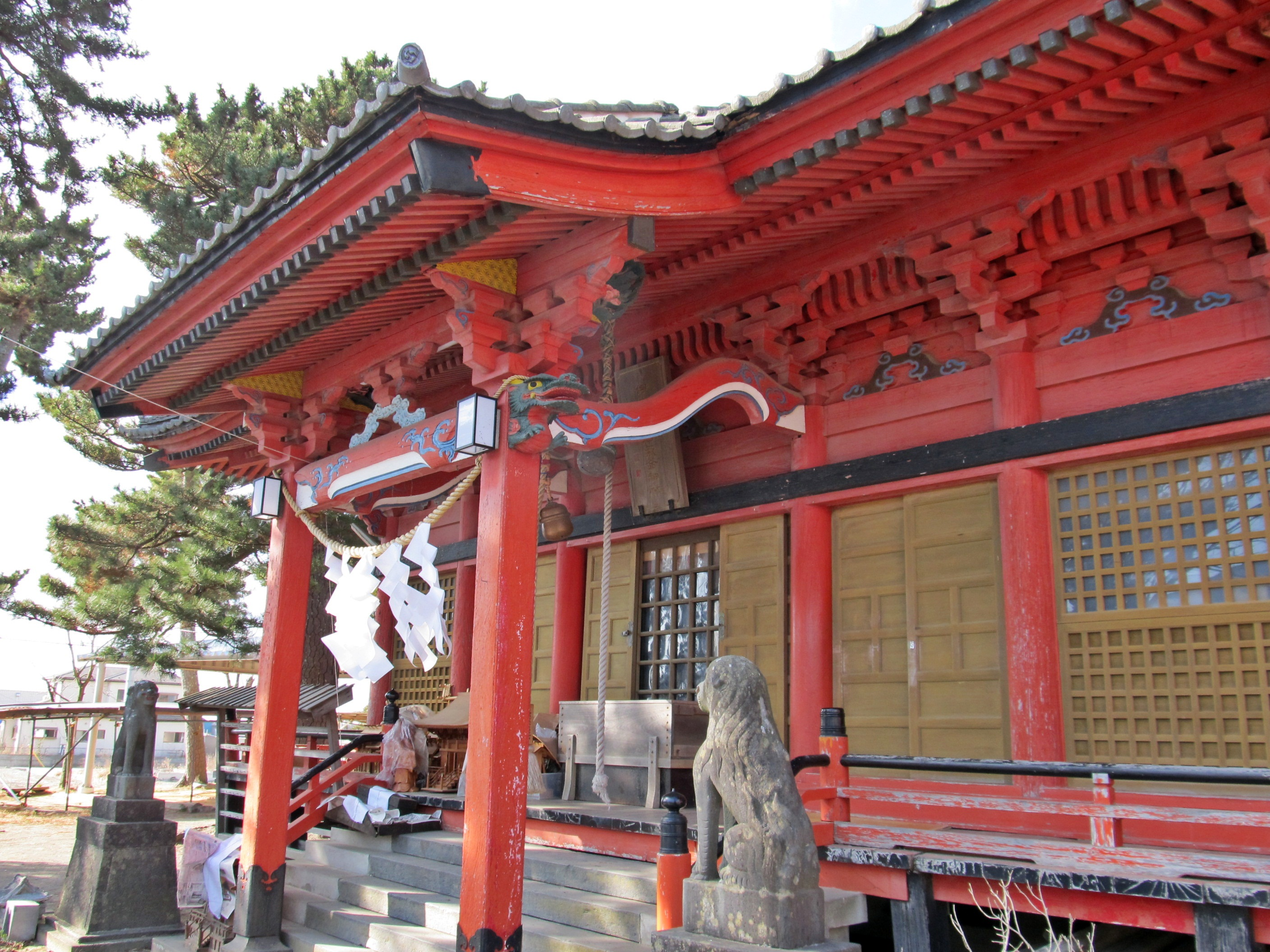
伊去波夜和氣命神社拝殿
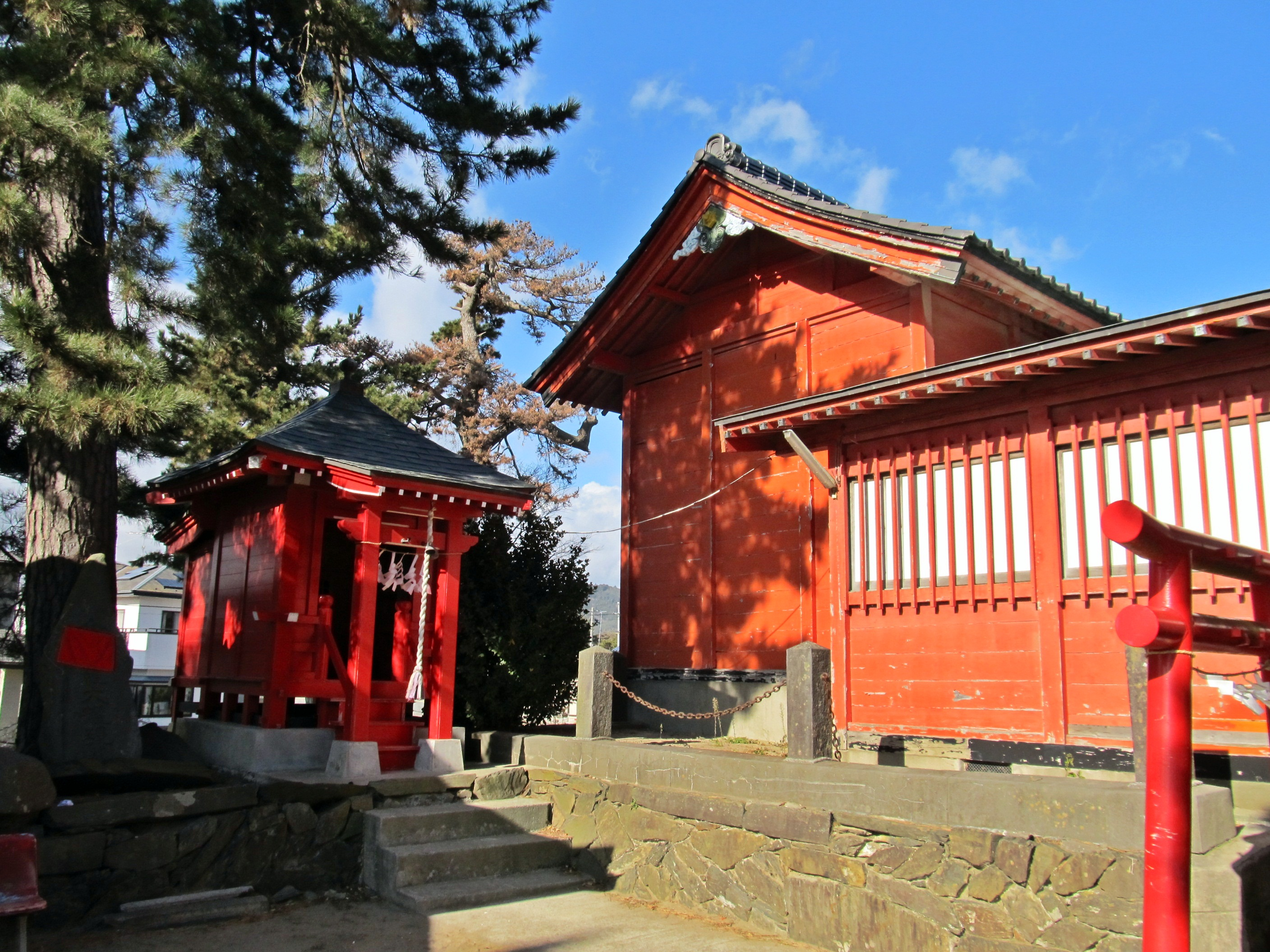
伊去波夜和氣命神社本殿

- 境内社
  - 八雲神社（祭神：素戔嗚尊）
  - 氏神社（祭神：稲荷神）
  - その他に、社殿後方には、東日本大震災で亡くなられた人々の慰霊のため、2013年3月に京都東ライオンズクラブより寄進された祖霊社が建っている。

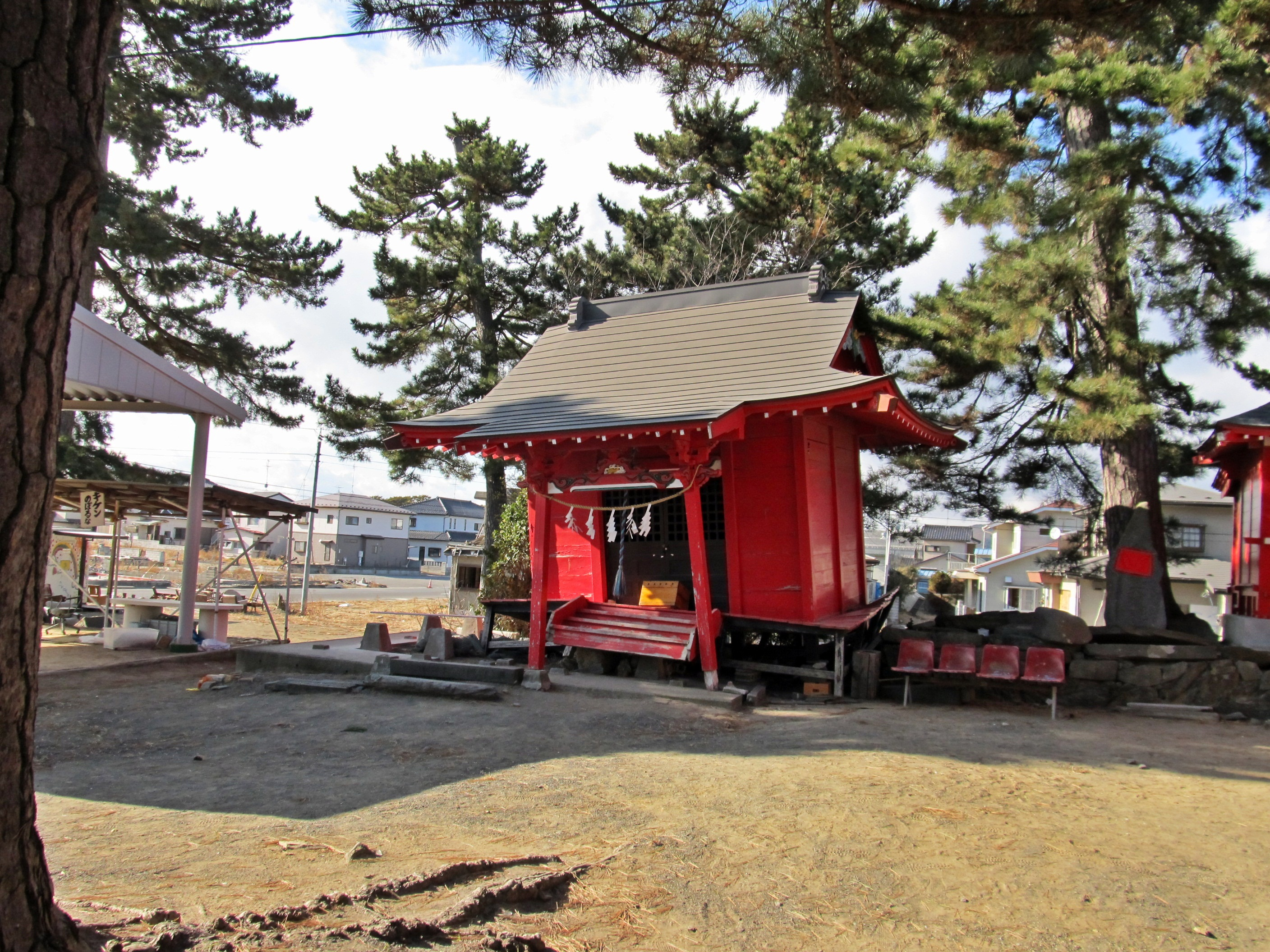
八雲神社
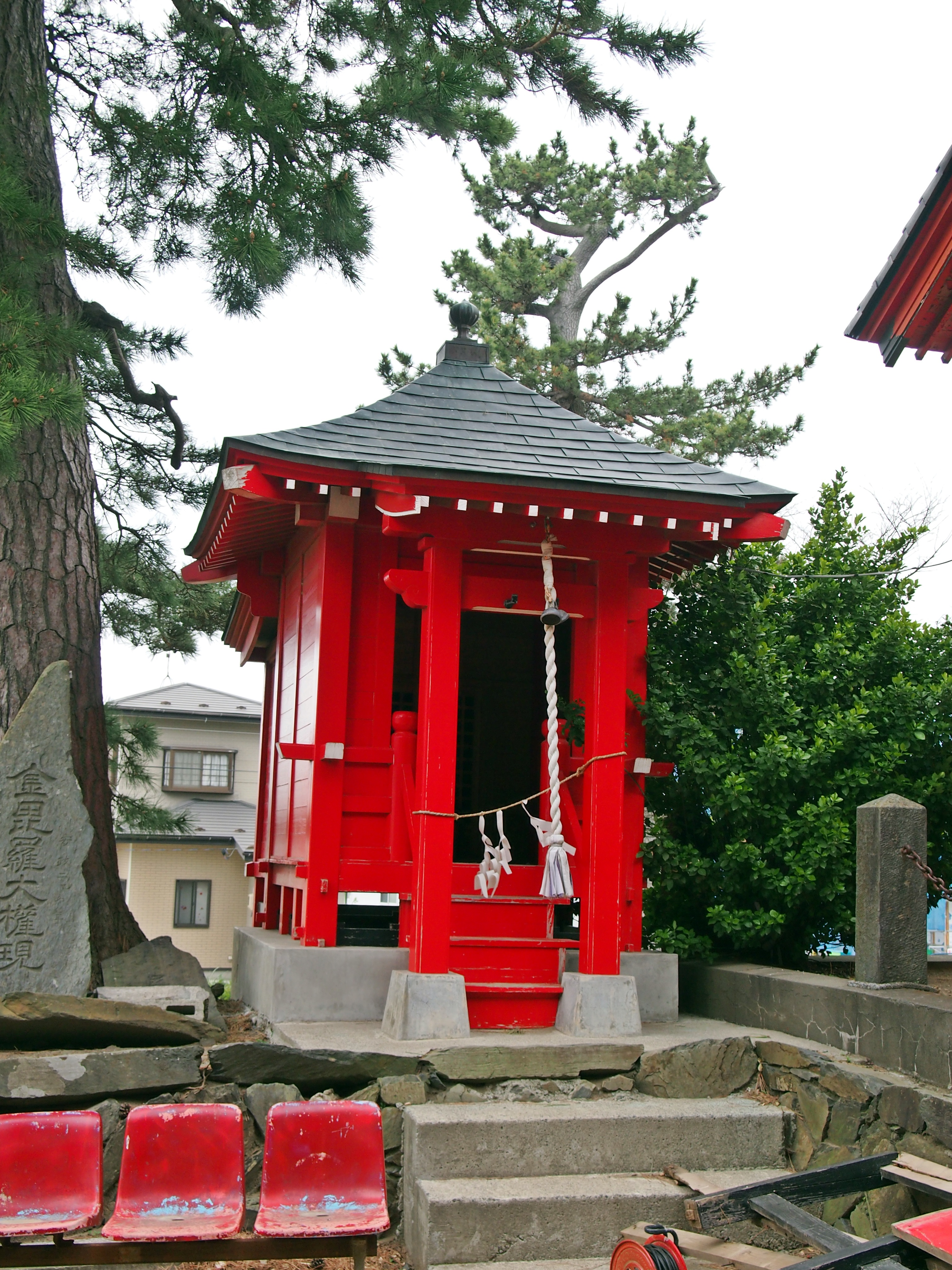
氏神社
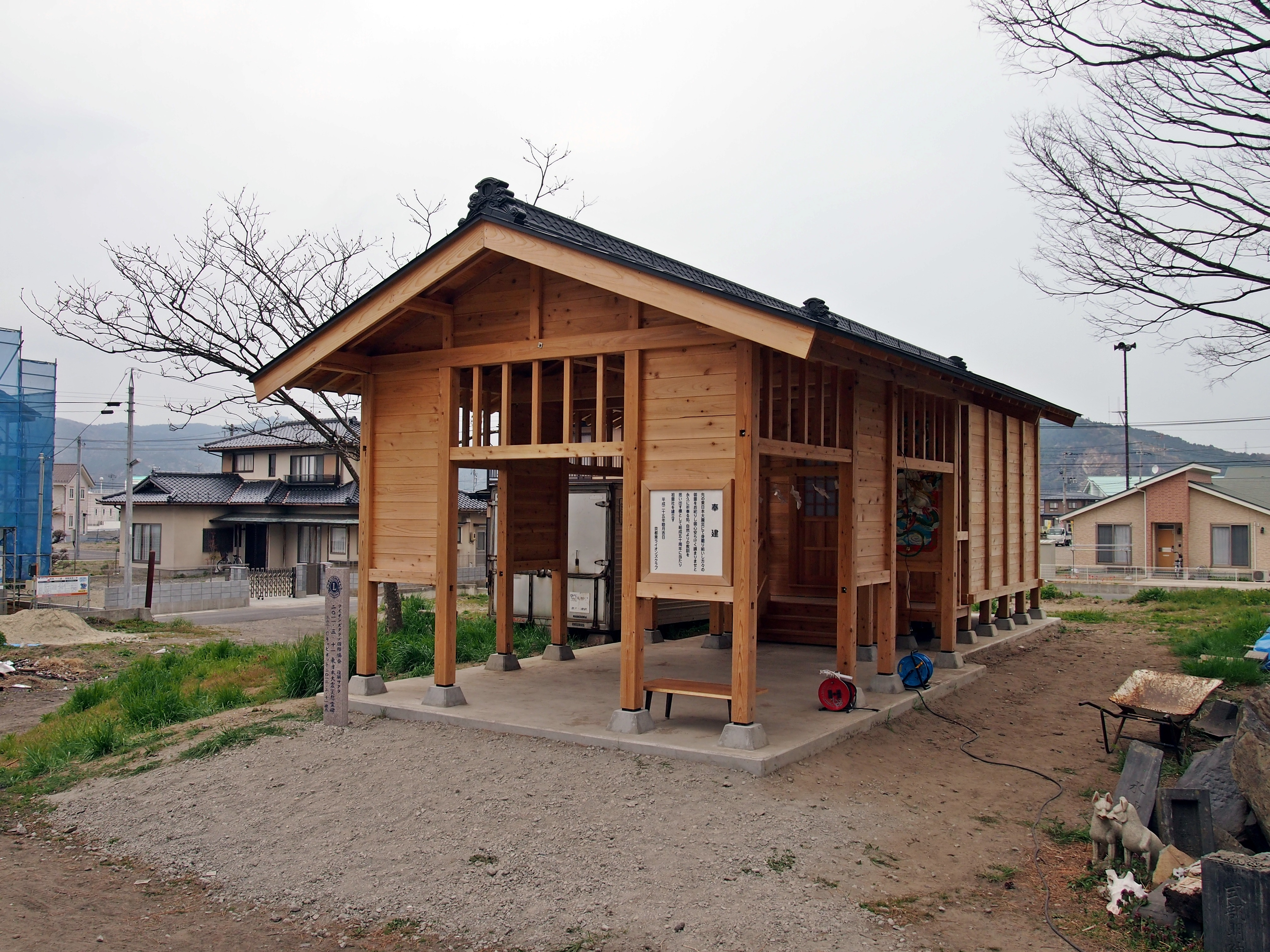
伊去波夜和氣命神社の祖霊社
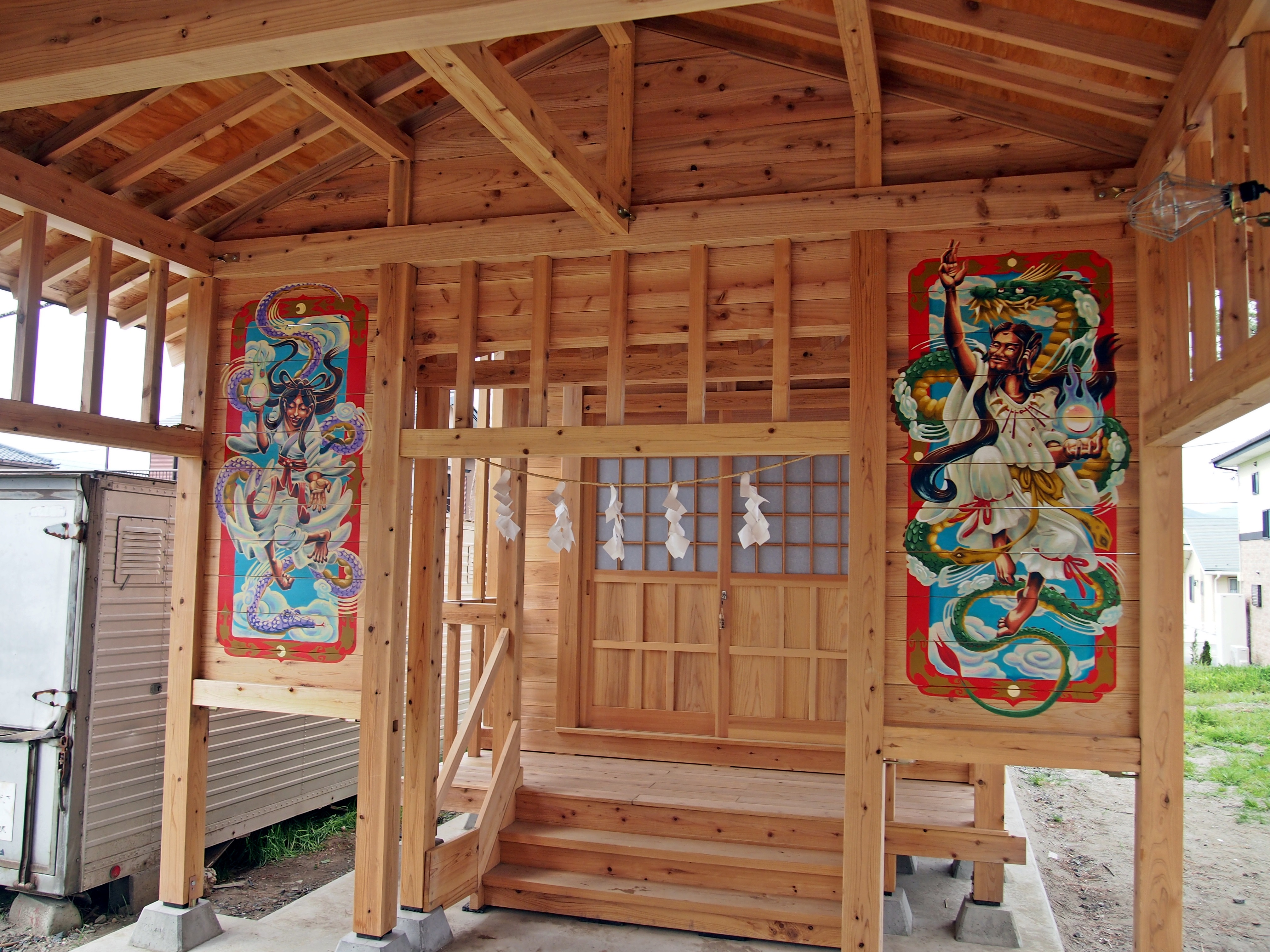
祖霊社拝殿のイザナギとイザナミの絵

## 伊去波夜和氣命神社（石巻市水沼）

### 祭神
- 塩土老翁命

### 由緒
創祀・由緒とも不明である。一説には白鳳15年に創祀とされ、式内社の伊去波夜和氣命神社の論社とされている。